# Haltinne
Haltinne  (en wallon Altene) est une section de la commune belge de Gesves située en Région wallonne dans la province de Namur.
C'était une commune à part entière avant la fusion des communes de 1977.

## Étymologie
Le nom de Haltinne trouve son origine dans le mot latin hasaliolus signifiant petit hallier.

## Évolution démographique
- Source: DGS, 1831 à 1970=recensements population, 1976= habitants au 31 décembre

## Histoire
Établi depuis le XIIe siècle, dépendant à l'origine de la principauté de Stavelot-Malmedy, le village fut dévasté à l'époque de l'invasion des armées de Louis XIV en 1684. Divers vestiges sont toujours fouillés, dont une motte castrale. Le château de Haltinne fut construit sous Gérard de Groesbeek vers 1635, à partir d'une installation plus ancienne, la cense des Fossés,.

## Patrimoine et culture

### Patrimoine architectural
- Eglise Saint-Martin. Construite en style classique dans le 2e moitié du XVIIIe siècle, l'intérieure fut restaurée par les architectes Bastin et Lamby en 1967[4].
- Château d'Haltinne, rue du Centre. Ancien siège d'une seigneurie hautaine, qui fut en 1645 la propriété de Gérard de Groesbeeck, passée par alliance aux Mérode en 1688 par saisie à Jean-Hubert de Tignée qui réunit les tombes, Haltinne, Strud et Maizeroulle en un seul fief, par vende en 1706 aux Herve qui le gardairent jusqu'à la fin de l'Ancien Régime. Château fortifié du milieu du XVIIe siècle[5].
- Ferme du Château, datant de la première moitié du XVIIIe siècle[6].
- Eglise Saints-Joseph et Antoine de Padoue de Haut-Bois. Construite en 1904 en style néo-roman[6].
- Ferme de La-Bas. Ancien siège d'une seigneurie de Namur, datant des XVIIe et XVIIIe siècles[6].
- Eglise Notre-Dame du Mont Carmel de Strud. Bâtisse romane datant des environs de 1100 et allongée dans le même style en 1891[7].

## Galerie

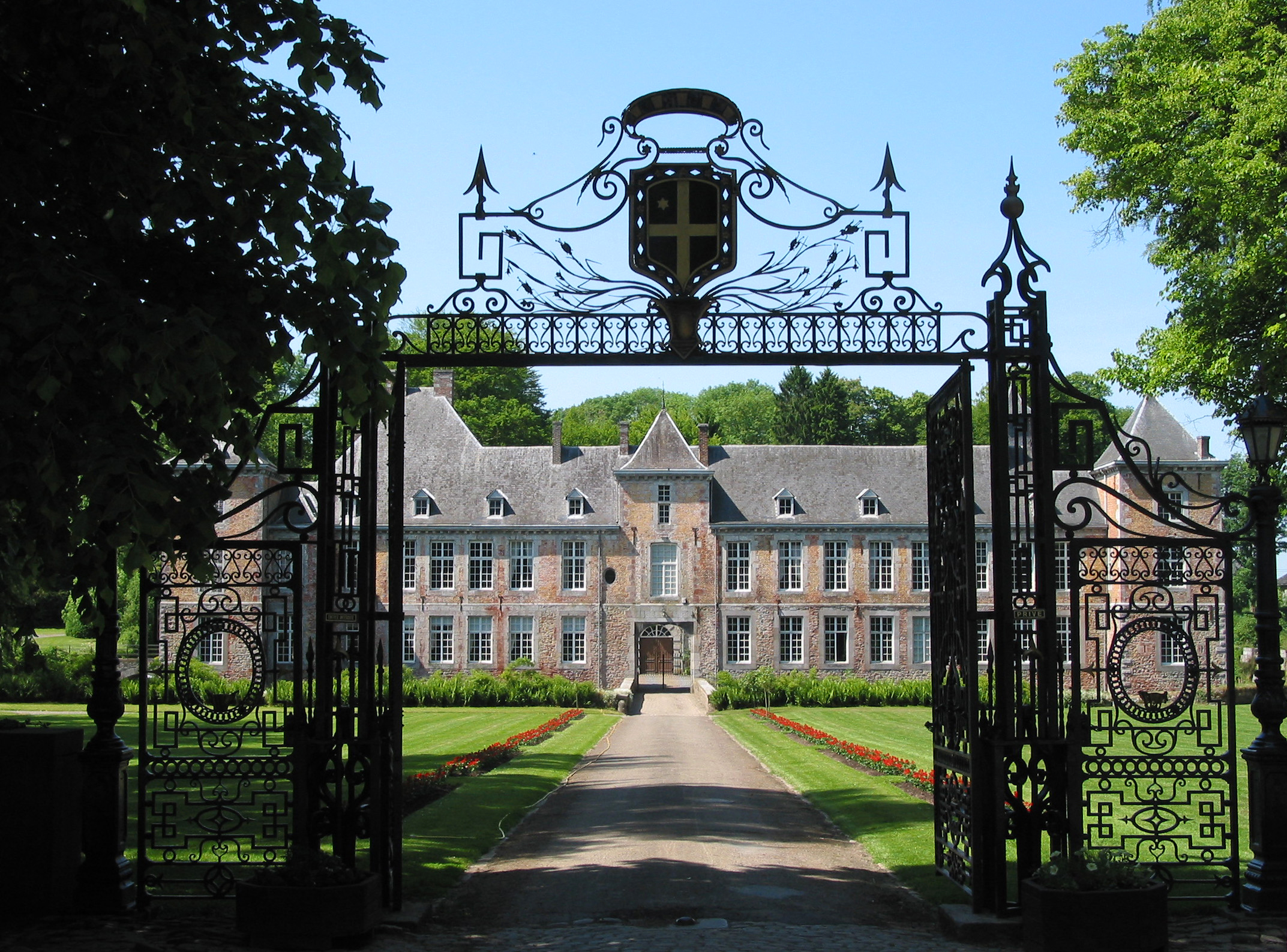
Château de Haltinne.
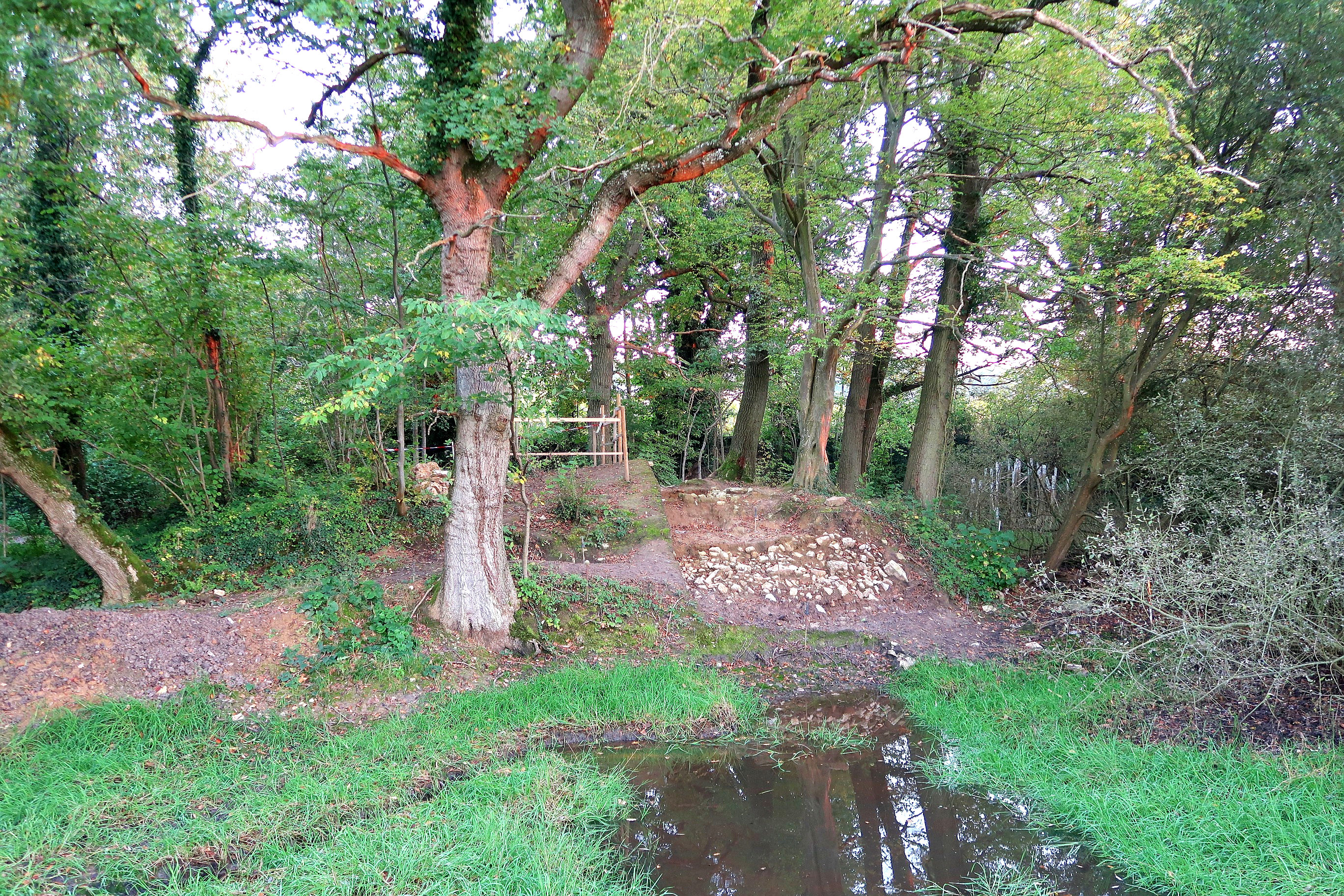
Motte féodale de Haltinne.
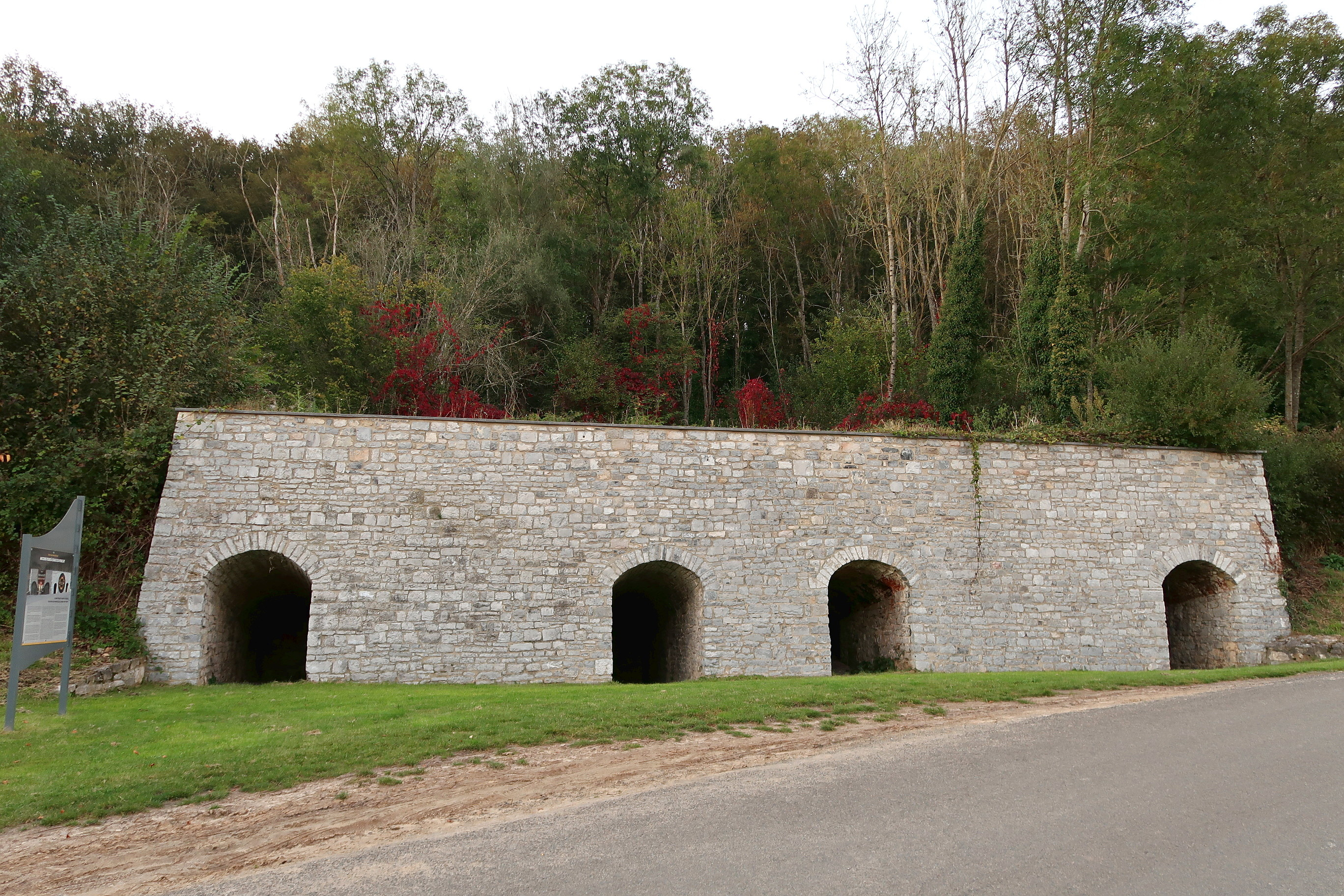
Anciens fours à chaux du Ponciat à Haltinne.

## Personnalités liées à la commune
- Léon Pirsoul (1873-1947), écrivain, poète et dramaturge.
- Serge Moureaux (1934-2019), avocat et homme politique y est décédé le 25 avril 2019[8].